# Спиридонівська церква (Герца)
Спиридонівська церква — церква Чернівецько-Буковинської єпархії  Православної церкви України, головний діючий православний храм міста Герци, розташований за адресою: вулиця Тараса Шевченка, № 7 на території Герцаївського парку; пам'ятка архітектури України (охоронний № 787). Зведена у 1807 році і названа на честь ранньохристиянського кіпрського святого і чудотворця, єпископа міста Тримифунта Святого Спиридона.

## Архітектура
Будівля церкви являє собою цегляну обтиньковану видовжену, хрещату в плані, однокупольну споруду з великою, зовні гранчастою апсидою, двома бічними ризалітами і вписаними в їхню товщу конхами, до яких додається ще одна, нетрадиційно влаштована в західній стіні нави. Із заходу до основного обсягу притикає висока, квадратна в плані, масивна двох'ярусна дзвіниця (вкрита низеньким чотирисхилим дахом, увінчаним хрестом) з прибудованим до неї з півдня невеликим, прямокутним у плані тамбуром, характерним для культового зодчества Буковини. Через подібний (але квадратний в плані) тамбур на південному фасаді є вхід до вівтарної частини храму. Над дахом підноситься восьмерик центральної нави, що переходить у високий двох'ярусний восьмигранчастий барабан, вкритий низеньким шатровим куполом. Позбавлені декору стіни членовані на два різновисокі яруси паском.
В інтер'єрі домінує висотний принцип розкриття простору, підкреслений композиційно-художньо невибагливими розписами, виконаними переважно в блакитній кольоровій гамі у поєднанні з високим білим з позолотою чотириярусним іконостасом. Вхід прикрашає картина «Таємної вечері».

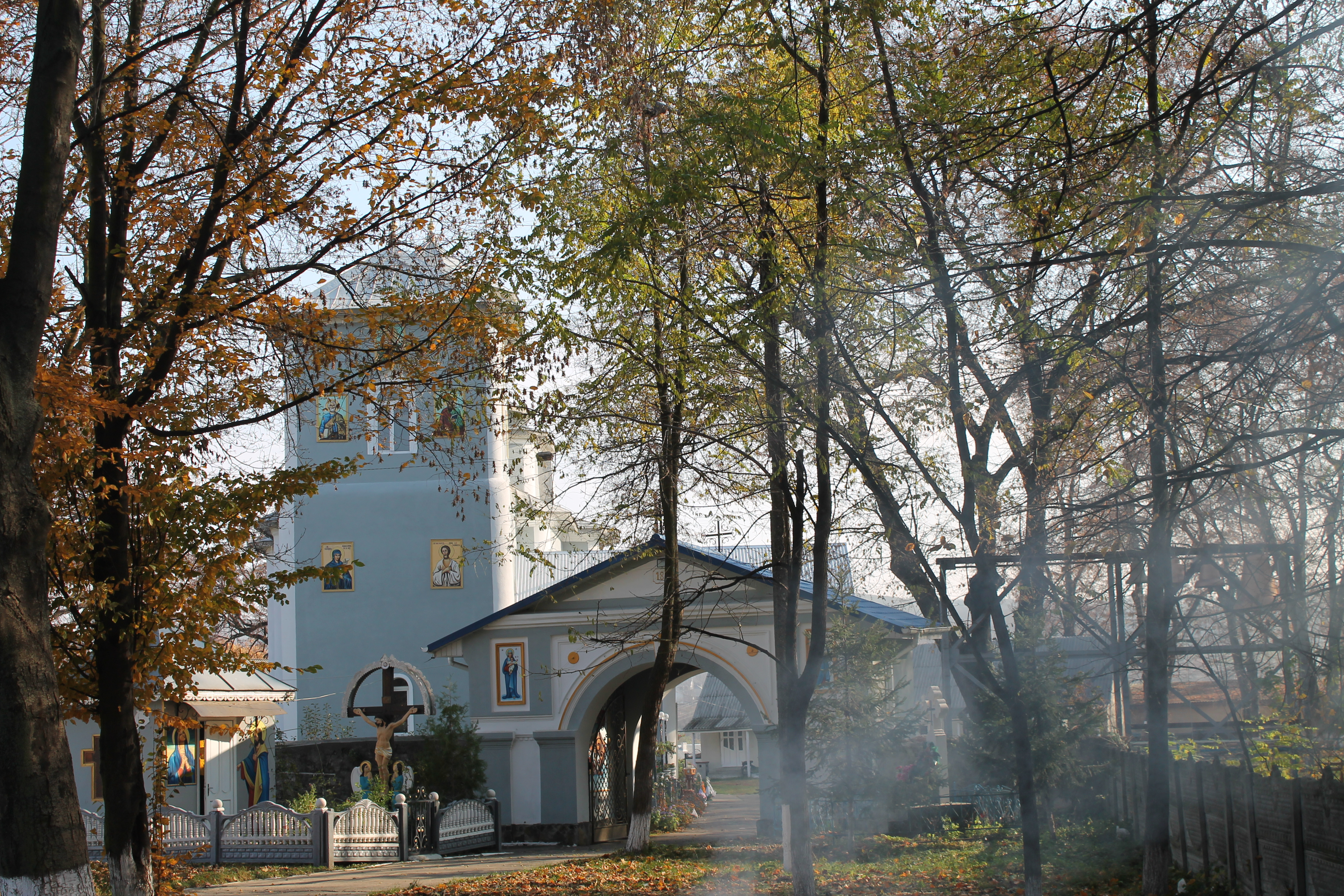
Храмова брама.

Вхід на храмовий двір захищає масивна, прямокутна в плані брама з двосхилим дахом, яка з'явилася 1808 року.